# أون آ نايت لايك ذيس
«أون آ نايت لايك ذيس» (بالإنجليزية: On a Night Like This)‏ أو «في ليلة مثل هذه» هي أغنية للفنانة الأسترالية كايلي مينوغ، وأخذت من ألبومها السابع لايت ييرز (2000). وهي من تأليف ستيف تورش، غراهام ستاك، مارك تايلور، وبرايان رولينج. تم إنتاج الأغنية من قبل ستاك وتايلور. الأغنية هي أغنية بوب رقص تتحدث عن اللحظات الخاصة وسط الليل. تدخل في الأغنية عناصر من موسيقى الهاوس والديسكو، وأدتها في الأصل المغنية السويدية باندورا حتى تم منحها لمينوغ. وهي ثاني أغنية تصدر من الألبوم يوم 11 سبتمبر 2000 من قبل بارلوفون.
كانت ردود النقاد على الأغنية إيجابية حيث أشادوا بالإنتاج. أصبحت الأغنية سابع منفردة لها تتصدر قائمة الأغاني الأسترالية. كما وصلت إلى المركز الثاني في المملكة المتحدة. كما وصلت للأربعين الأوائل في فنلندا ونيوزيلندا وأيرلندا والسويد.
تم إخراج فيديو كليب الأغنية من قبل دوغلاس أفيري وتم تصويرها بشكل يستقي من فيلم دراما الجريمة كازينو للمخرج مارتن سكورسيزي (1995). وتظهر مينوغ في مونتي كارلو، وهي تلعب في الكازينو وفي منزلها، كما يظهر نجم هوليوود راتغر هاور بدور حبيبها. أدت مينوغ الأغنية على الهواء في عدة جولات موسيقية، مثل جولة أون أ نايت لايك ذيس، كايلي فيفر 2000، شوغيرل: غريتيست هيتس، شوغيرل: هومكانينغ لايف كايلي إكس 2008، أفروديت: ليه فوليز، كيس مي ونس مور، وكذلك في جولتها الأوروبية المصغرة كايلي سامر 2015.

## الخلفية والإصدار

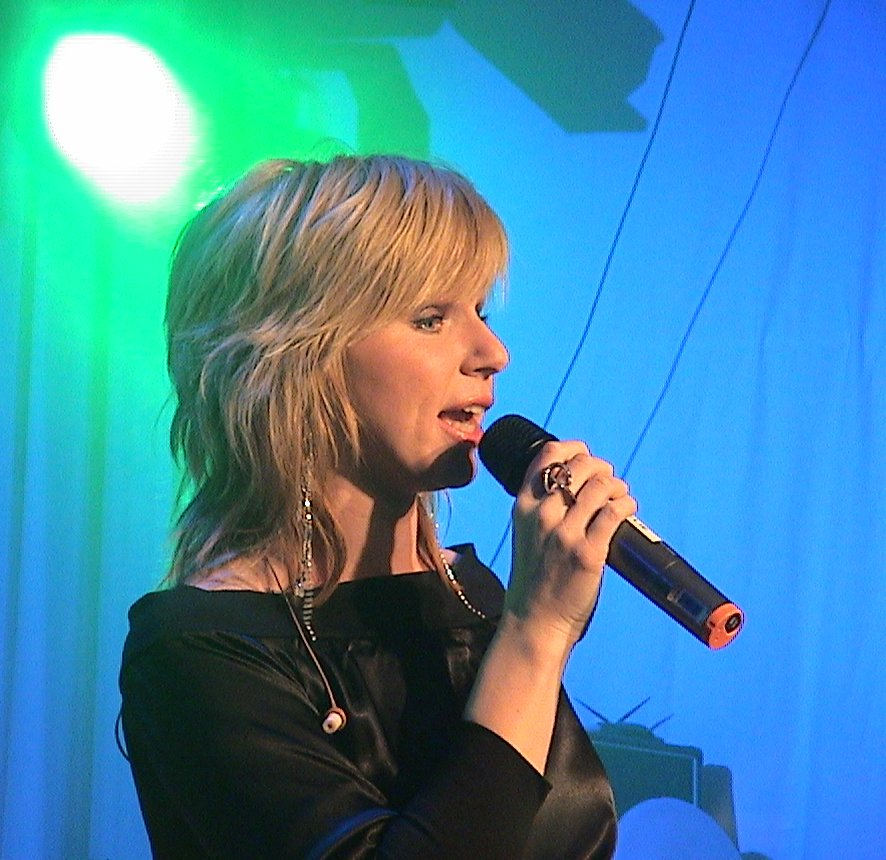
سجلت المغنية السويدية باندورا (في الصورة) الأغنية أولا لألبومها التسجيلي عام 1999، ولكن تم رفضها وأعيد تسجيلها من قبل مينوغ وآنا فيسي.

تركها مينوغ علامة ديكونستراكشن ريكوردز في عام 1999، ووقعت عقدا مع العلامة البريطانية بارلوفون في نفس العام وبدأت تسجيل ألبومها «لايت ييرز» عام 2000. وأصدرت في العام التالي أغنية «سبينينغ أراوند» التي عادت بها إلى الأضواء، والتي حققت نجاحًا بي النقاد والجمهورا في أستراليا وأوروبا، وتتبعها بأغنية أخرى من الألبوم. كتبت أغنية «أون أ نايت لايك ذيس» في الأصل للفنانة السويدية باندورا وهي من تأليف ستيف تورش وبرايان رولينغ وجراهام ستاك ومارك تايلور، وتم إنتاجها من قبل الاثنين الأخيرين. سجلت باندورا الأغنية لألبومها No Regrets عام 1999، لكن يعتقد أن مؤلفيها رأوا أنها لن تلقى النجاح الذي يأملونه. ونتيجة لذلك، سلموا التسجيل إلى بارلوفون واقترحوا أن تسجل مينوغ صوتها على التسجيل، وهو ما فعلته. كما حصلت الفنانة اليونانية آنا فيسي على حق التسجيل، وظهرت نسختها في ألبومها Everything I Am عام 2000؛ استخدمت نفس الوصلات الموسيقية في إصداري باندورا ومينوغ، في حين أن نسخة فيسي تختلف في الإنتاج. 
تم إصدار الأغنية في 11 سبتمبر 2000 من قبل بارلوفون كأغنية ثانية من ألبوم «لايت ييرز»، وتم توزيعها بوسائط مختلفة. تم إصدار قرص مدمج في أستراليا ونيوزيلندا يحتوي على التسجيل الأصلي، وثلاثة ريميكس للأغنية والفيديو كليب المحسن، في حين ضم القرص المدمج الثاني المزج الأصلي، وإعادة مزج للأغنية، وإعادة مزج لأغنية «يور ديسكو نيدز يو»، وأغنية «أوشن بلو» على الوجه الثاني.  احتوت الإصدارات المادية البريطانية والأوروبية على قائمة مماثلة، ولكنها حذفت ريمكس واحد من كل شكل. تم إصدار غلاف من الورق المقوى فقط في فرنسا احتوى الأغنية (أون أ نايت لايك ذيس) ووجهها الثاني (أوشن بلو)، في حين أعيدة إصدار الوسائط الأسترالية والنيوزيلندية في تايوان من قبل شركة إي إم آي ميوزيك.
بالقرب من نهاية عام 2000، وزعت شركة التسجيل دانس فاكتوري الأغنية على أسطوانة غراموفون 12 بوصة تضمنت المسار الأصلي من القرص المدمج الأول في إصدار أستراليا ونيوزيلندا، في حين تم إصدار قرصي فينيل في المملكة المتحدة. كما أصدر شريط كاسيت ووزع في أوروبا؛ وكان يحتوي على إعادة المزج الأصلي وإعادتي مزج على كلا الجانبين. وقد تم تصوير غلاف الغلاف المرفق من قبل فينسنت بيترز في إيبيزا، حيث تستلقي مينوغ على سطح رخامي أمام واجهة بحرية؛ ظهرت اللقطة أيضًا في كتيب ألبوم «لايت ييرز». ذكرت مينوغ انها اعتقدت أنها متناسقة مع فكرة «الشمس، والشاطئ، والمرح، والبريق»، والتي أرادت تجربتها في الألبوم. ذكر مصمم الأزياء البريطاني (وصديق مينوغ) وليام بيكر بأن الصورة كانت «ذات جودة روحية».

## الألحان والكلمات
الأغنية هي من صنف الدانس بوب وتتضمن عناصر ديسكو في وصلاتها، كما وصفها نيك ليفاين من ديجيتال سباي وإذاعة باندورا. سجلت مينوغ الأغنية في استوديوهات دريم هاوس في لندن أوائل عام 2000، وتم مزجها من قبل مارك تايلور وغراهام ستاك. وعلق أحد موظفي راديو باندورا على أجهزة التسجيل بأنها تتكون من آلات وترية وغيتارات الصوتية ولوحات المفاتيح والمولدات التي يديرها تايلور وستاك؛ وتتكون مقاطع والجوقة بغناء الخلفية.  وفقا للنوتة الموسيقية التي نشرتها يونيفرسال ميوزيك، فإن الأغنية مكتوبة بمقام دو خفيف وتم ضبطها بواقع 130 إيقاع في الدقيقة. تركز الكلمات على الاستمتاع بالتجارب الفريدة في الليل، لكنها تتناول أيضًا موضوعات العلاقات والحب. ذكر سكوت كارا من نيوزيلند هيرالد، أنها «لحن بوب من النوادي الليلية». وقارن مقيم من الصحيفة البريطانية NME صوت «الديسكو» بأغنية «غروف جت» لمغني سبيلر من عام 2000، وبعمل المغنية الإنجليزية صوفي إليس-بكستور. كتب فيليب ماتوسافاج في MusicOMH أن الأغنية تضمنت تأثيرات موسيقى اليوروبوب.

## استقبال النقاد
لقيت الأغنية مراجعات إيجابية بشكل عام من معظم نقاد الموسيقى. قال مارك إدواردز في مجلة Stylus Magazine، إن التسجيل كان من بين أهم أغاني المغنية من ألبوم Ultimate Kylie والتي «عززت عودتها». أشار إليها بأنها «أغنية ضخمة». وبالمثل، أشار جايسون شاوان من About.com إلى أنها «نعمة لمستهلكي الموسيقى المحليين». فضل كريس ترو من أول ميوزيك الأغنية كإحدى أفضل إصدارات الألبوم، وأن الأغنية من أفضل أعمال مينوغ. وصفها نيك ليفين من ديجيتال سباي بأنها أغنية «جذابة» ذات أهمية خاصة في الألبوم. 
وبالمثل، أعجب هانتر فيلت من PopMatters بالأغنية، ولكنه شعر بخيبة اتجاه بارلوفون والجمهور لعدم إصدار الأغنية في الولايات المتحدة، وعلق عليها «هي أغنية كان يجب أن تتصدر قائمة بيلبورد لأغاني النوادي وتم تجاهلها بشكل عام من قبل الجمهور». ورأى المحرر ستيفي تشيك من NME أن مينوغ تفتقر إلى «الشغف الحقيقي» خلال الأغنية ووصفها بأنها «غير مميزة». شعر جيسون ليبشوتز من بيلبورد أنها كانت «أكثر اندفاعا مع جسر موسيقي أكثر إمتاعا» من أغنيتها السابقة «سبينينج آراوند».